# Liste der Monuments historiques in Villiers-le-Sec (Haute-Marne)
Die Liste der Monuments historiques in Villiers-le-Sec führt die Monuments historiques in der französischen Gemeinde Villiers-le-Sec auf.

## Liste der Immobilien
| Bezeichnung        | Beschreibung                          | Standort                   | Kennzeichnung | Schutzstatus | Datum | Bild           |
| ------------------ | ------------------------------------- | -------------------------- | ------------- | ------------ | ----- | -------------- |
| Kirche St-Savinien | Chor mit Wandmalerei, 13. Jahrhundert | Ruelle du Cimetière (Lage) | PA00079278    | Inscrit      | 1928  | weitere Bilder |